# Cryptopontius brevicaudatus
Cryptopontius brevicaudatus is een eenoogkreeftjessoort uit de familie van de Artotrogidae. De wetenschappelijke naam van de soort is voor het eerst geldig gepubliceerd in 1899 door Brady.